# Gosothrix insulanus
Gosothrix insulanus är en mångfotingart som beskrevs av Chamberlin 1923. Gosothrix insulanus ingår i släktet Gosothrix och familjen trädgårdsjordkrypare. Inga underarter finns listade i Catalogue of Life.